# Infiorescenza

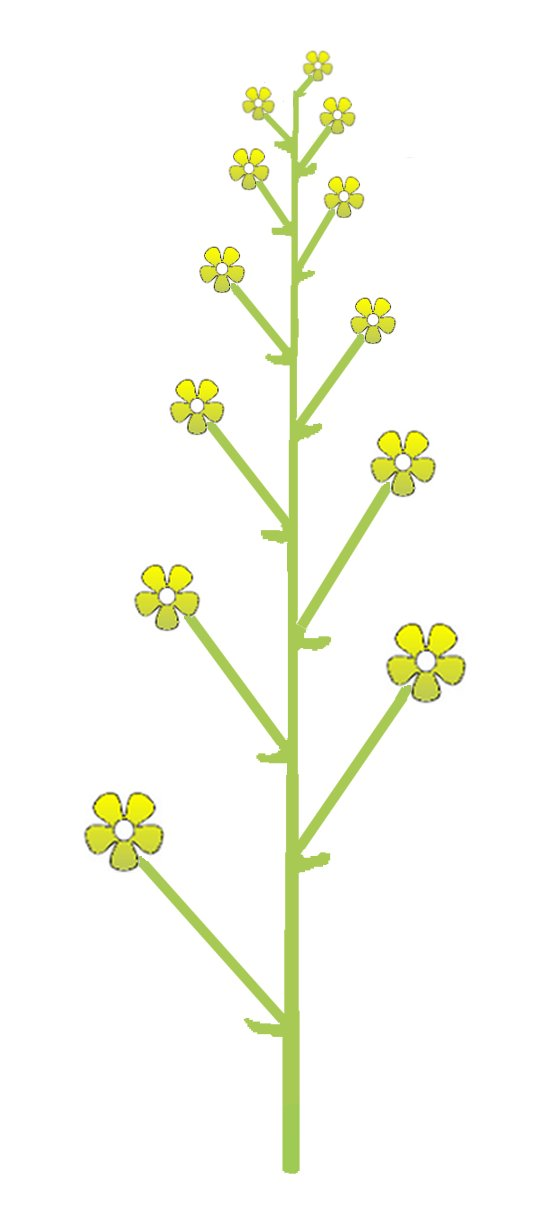
Esempio di infiorescenza: un racemo

Una infiorescenza o inflorescenza (Linneo inflorescentia, derivato dal latino tardo inflorescĕre «fiorire») in botanica è un raggruppamento di rami che portano fiori, tipicamente osservabile nelle angiosperme. Con la maturazione dei frutti, se questi non sono caduchi, dalla infiorescenza può svilupparsi una infruttescenza.

## Descrizione
Il fiore solitario rappresenta la condizione più semplice ed evolutivamente più antica, mentre con l'evoluzione si sono sviluppate le infiorescenze, composte da numerosi fiori. I vantaggi evolutivi delle infiorescenze sono sostanzialmente due: il primo è che esse sono più appariscenti ed attirano maggiormente gli insetti pronubi; il secondo è legato all'apertura scalare dei fiori dell'infiorescenza, che permette alla pianta di ricevere polline per un periodo maggiore.
In base alla progressione dell'antesi (momento in cui avviene la apertura dei fiori) si possono distinguere due tipi principali di infiorescenze:
- infiorescenze definite o cimose[2][3] in cui l'asse principale dell'infiorescenza termina con un apice fiorale che presto si converte in primordio fiorale bloccando la crescita; in questo tipo di infiorescenze, solitamente i fiori si schiudono a partire dall'alto verso il basso.
- infiorescenze indefinite o racemose[2][4] in cui l'asse di accrescimento produce solo fiori laterali o porzioni dell'infiorescenza; in questo tipo di infiorescenze si schiudono prima i fiori più in basso e quelli più esterni, e contemporaneamente se ne formano di nuovi al centro o all'apice.

Si possono distinguere inoltre:
- infiorescenze semplici[5], con un singolo asse di ramificazione (esempio: racemi, spighe, ombrelle)
- infiorescenze composte[6], con due o più ordini di ramificazione (esempio: cime, pannocchie).

## Caratteristiche generali
Le infiorescenze sono descritte da molte caratteristiche diverse, tra cui il modo in cui i fiori sono disposti sul peduncolo, l'ordine di fioritura dei fiori e il modo in cui i diversi grappoli di fiori sono raggruppati al suo interno. Questi termini sono rappresentazioni generali poiché le piante in natura possono avere una combinazione di tipi. Questi tipi strutturali sono in gran parte basati sulla selezione naturale.

### Brattee
Le infiorescenze hanno solitamente fogliame modificato diverso dalla parte vegetativa della pianta. Considerando il significato più ampio del termine, qualsiasi foglia associata ad un'infiorescenza è chiamata brattea. Una brattea si trova solitamente nel nodo dove si forma lo stelo principale dell'infiorescenza, unito al rachide della pianta, ma possono esistere altre brattee all'interno dell'infiorescenza stessa. Svolgono una varietà di funzioni che includono l'attrazione degli impollinatori e la protezione dei giovani fiori.

### Fiore terminale
Gli organi vegetali possono crescere secondo due diversi schemi, vale a dire monopodiale o racemoso e simpodiale o cimoso. Nelle infiorescenze questi due diversi modelli di crescita sono chiamati rispettivamente indeterminato e determinato e indicano se si forma un fiore terminale e dove inizia la fioritura all'interno dell'infiorescenza.
- Infiorescenza indeterminata[11]: Crescita monopodiale (racemosa)[12]. Il germoglio terminale continua a crescere e a formare fiori laterali. Non si forma mai un fiore terminale.
- Infiorescenza determinata[13]: Crescita simpodiale (cimosa)[14]. Il bocciolo terminale forma un fiore terminale e poi si estingue. Altri fiori poi crescono da gemme laterali.

Le infiorescenze indeterminate e determinate sono talvolta indicate rispettivamente come infiorescenze aperte e chiuse. Lo schema indeterminato dei fiori è derivato da determinati fiori. Si suggerisce che i fiori indeterminati abbiano un meccanismo comune che impedisce la crescita dei fiori terminali. Sulla base di analisi filogenetiche, questo meccanismo è sorto indipendentemente più volte in specie diverse.

In un'infiorescenza indeterminata non c'è un vero fiore terminale e lo stelo ha solitamente un'estremità rudimentale. In molti casi l'ultimo vero fiore formato dal bocciolo terminale (fiore subterminale) si raddrizza, apparendo un fiore terminale. Spesso si può notare una traccia del germoglio terminale nella parte alta dello stelo.

Infiorescenza indeterminata a perfetta maturazione acropeta.
Infiorescenza indeterminata a maturazione acropeta e boccioli laterali.
Infiorescenza indeterminata con il fiore sub-terminale a simulare quello terminale (vestizione presente).

In un'infiorescenza determinata il fiore terminale è solitamente il primo a maturare (sviluppo precursivo), mentre gli altri tendono a maturare a partire dalla base del fusto. Questo modello è chiamato maturazione acropeta. Quando i fiori iniziano a maturare dalla sommità dello stelo, la maturazione è basipeta, mentre quando la parte centrale matura per prima, la maturazione è divergente.

Infiorescenza determinata a maturazione acropeta.
Infiorescenza determinata a maturazione basipeta.
Infiorescenza determinata con maturazione divergente.

### Fillotassi
Come per le foglie, i fiori possono essere disposti sullo stelo secondo molti modelli diversi. Allo stesso modo la disposizione delle foglie in germoglio è chiamata Ptyxis.

Fiori alternativi.
Fiori opposti.

## Sviluppo e modelli

### Basi genetiche
I geni che modellano lo sviluppo dell'infiorescenza sono stati studiati a lungo in Arabidopsis. LEAFY (LFY) è un gene che promuove l'identità del meristema floreale, regolando lo sviluppo dell'infiorescenza in Arabidopsis. Eventuali alterazioni nei tempi di espressione di LFY possono causare la formazione di diverse infiorescenze nella pianta. I geni simili nella funzione a LFY includono APETALA1 (AP1). Le mutazioni in LFY, AP1 e geni promotori simili possono causare la conversione dei fiori in germogli. In contrasto con LEAFY, i geni amano il fiore terminale (TFL) supportano l'attività di un inibitore che impedisce ai fiori di crescere sull'apice dell'infiorescenza (iniziazione del primordio del fiore), mantenendo l'identità del meristema dell'infiorescenza. Entrambi i tipi di geni aiutano a modellare lo sviluppo dei fiori secondo il modello ABC di sviluppo dei fiori.

### Influenze ambientali
Gli insetti che si nutrono di infiorescenze modellano le infiorescenze riducendo la forma fisica per tutta la vita, la produzione di semi da parte delle infiorescenze e la densità delle piante. In assenza di essi, le infiorescenze di solito producono più capolini e semi. Anche la temperatura può modellare in modo variabile lo sviluppo dell'infiorescenza. Le alte temperature possono compromettere il corretto sviluppo dei boccioli dei fiori o ritardare lo sviluppo delle gemme in alcune specie, mentre in altre un aumento della temperatura può accelerare lo sviluppo delle infiorescenze.

### Meristemi e architettura delle infiorescenze
Il passaggio dalla fase vegetativa a quella riproduttiva di un fiore comporta lo sviluppo di un meristema di infiorescenza che genera meristemi floreali. L'architettura dell'infiorescenza vegetale dipende da quali meristemi diventano fiori e quali germogli. Di conseguenza, i geni che regolano l'identità del meristema floreale svolgono un ruolo importante nel determinare l'architettura dell'infiorescenza perché il loro dominio di espressione dirigerà dove si formano i fiori della pianta.
Su scala più ampia, l'architettura dell'infiorescenza influisce sulla qualità e sulla quantità della prole dall'auto-incrocio e dall'incrocio, poiché l'architettura può influenzare il successo dell'impollinazione. Ad esempio, è stato dimostrato che le infiorescenze di Asclepias hanno un limite di dimensione superiore, modellato da livelli di autoimpollinazione dovuti agli incroci tra infiorescenze sulla stessa pianta o tra fiori sulla stessa infiorescenza. In Aesculus sylvatica, è stato dimostrato che le dimensioni più comuni delle infiorescenze sono correlate anche con la più alta produzione di frutti.

## Alcuni tipi particolari di infiorescenze
- Amento
- Capolino, infiorescenza composta da un denso agglomerato terminale di fiori sessili.
- Ciazio
- Cima
- Corimbo
- Pannocchia
- ombrella, infiorescenza in cui tutti i fiori hanno peduncolo di lunghezza più o meno uguale.
- Racemo
- Sicono
- Spadice
- Spiga, infiorescenza formata da numerosi fiori inseriti su un rachide centrale.

Un'infiorescenza che ha l'aspetto di un unico fiore viene detta pseudanzio.

## Galleria d'immagini

Monocasio
Doppia cima
Doppia cima
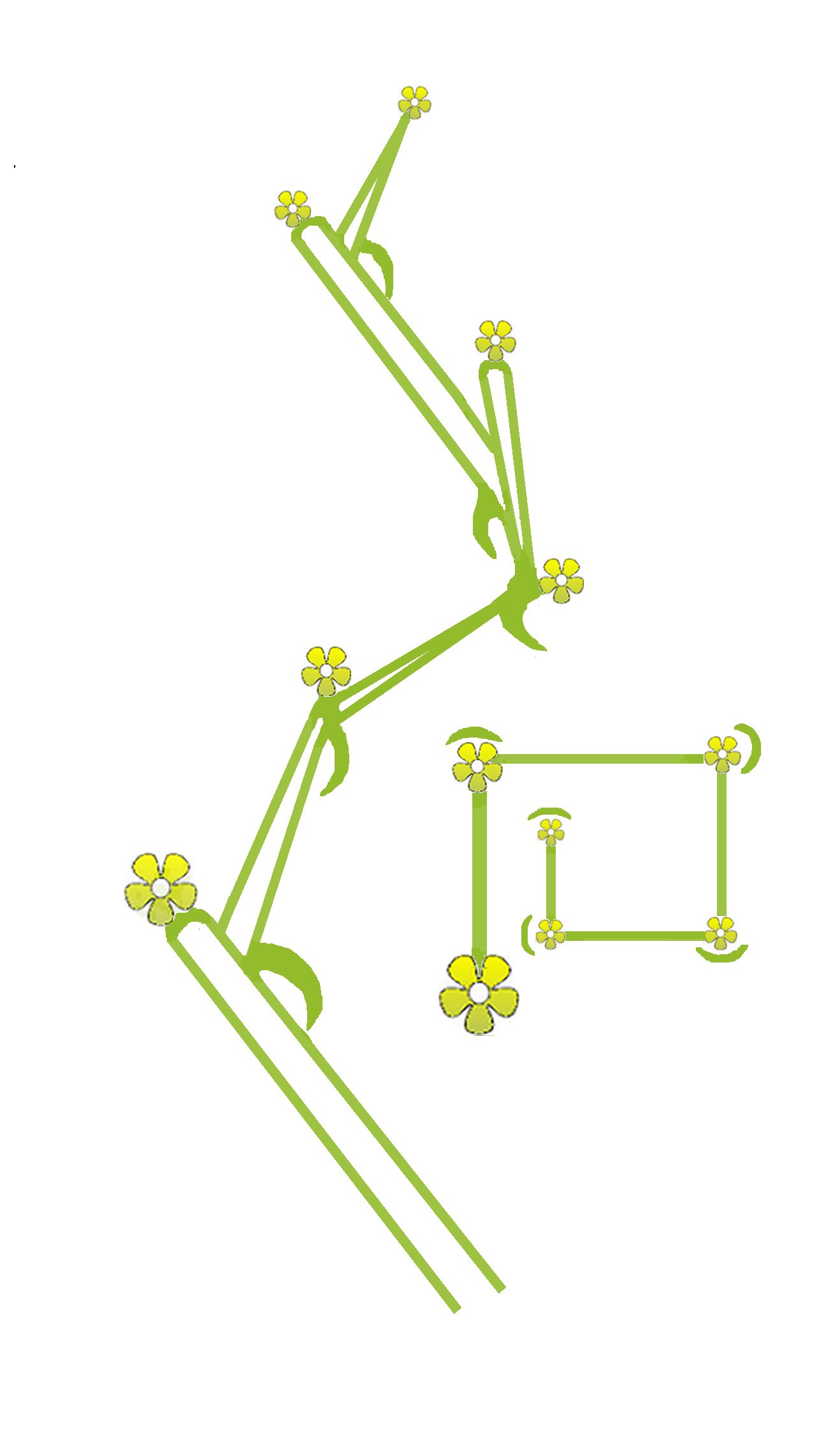
Bostryx (vista laterale e dall'alto)
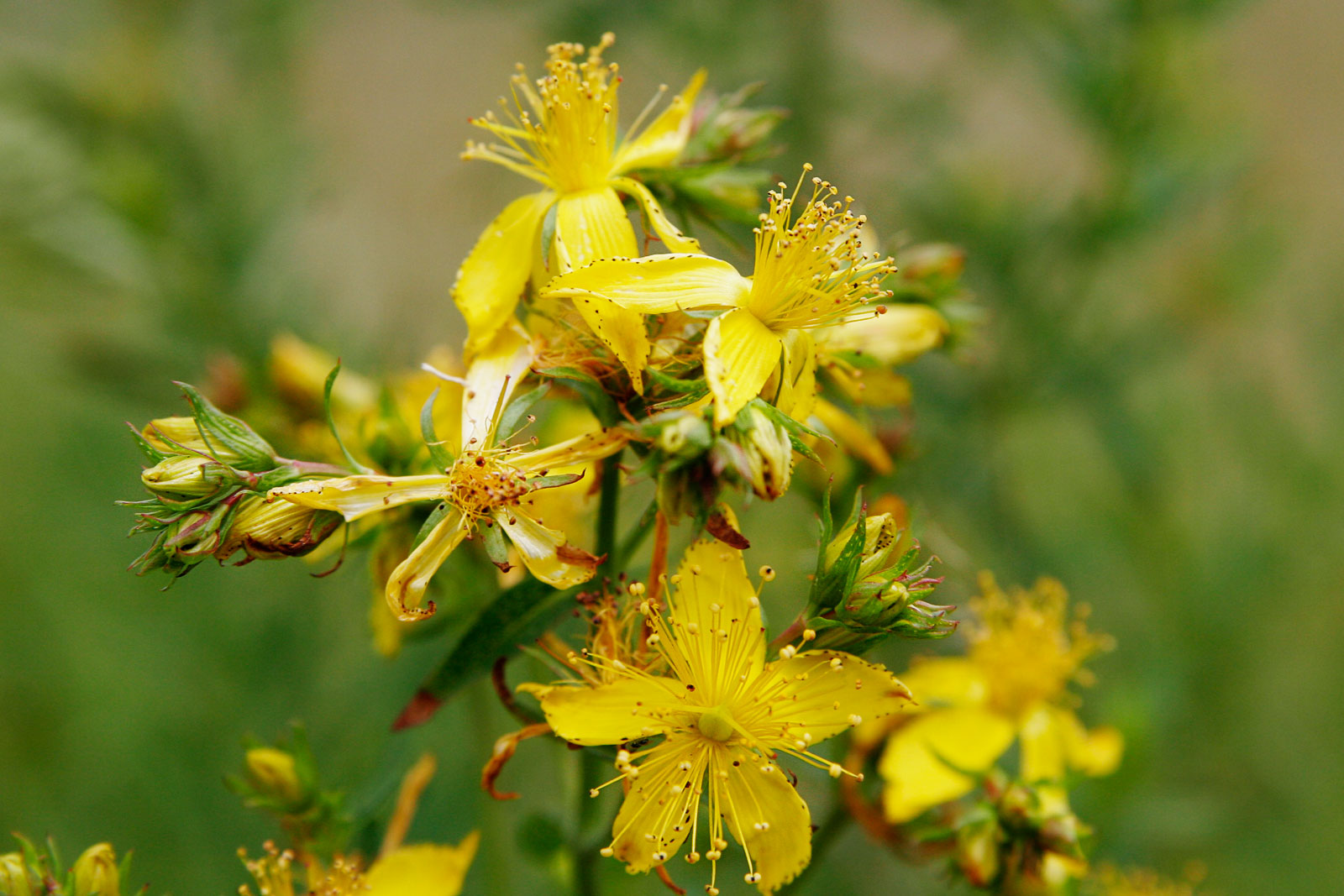
Hypericum perforatum (bostryx)
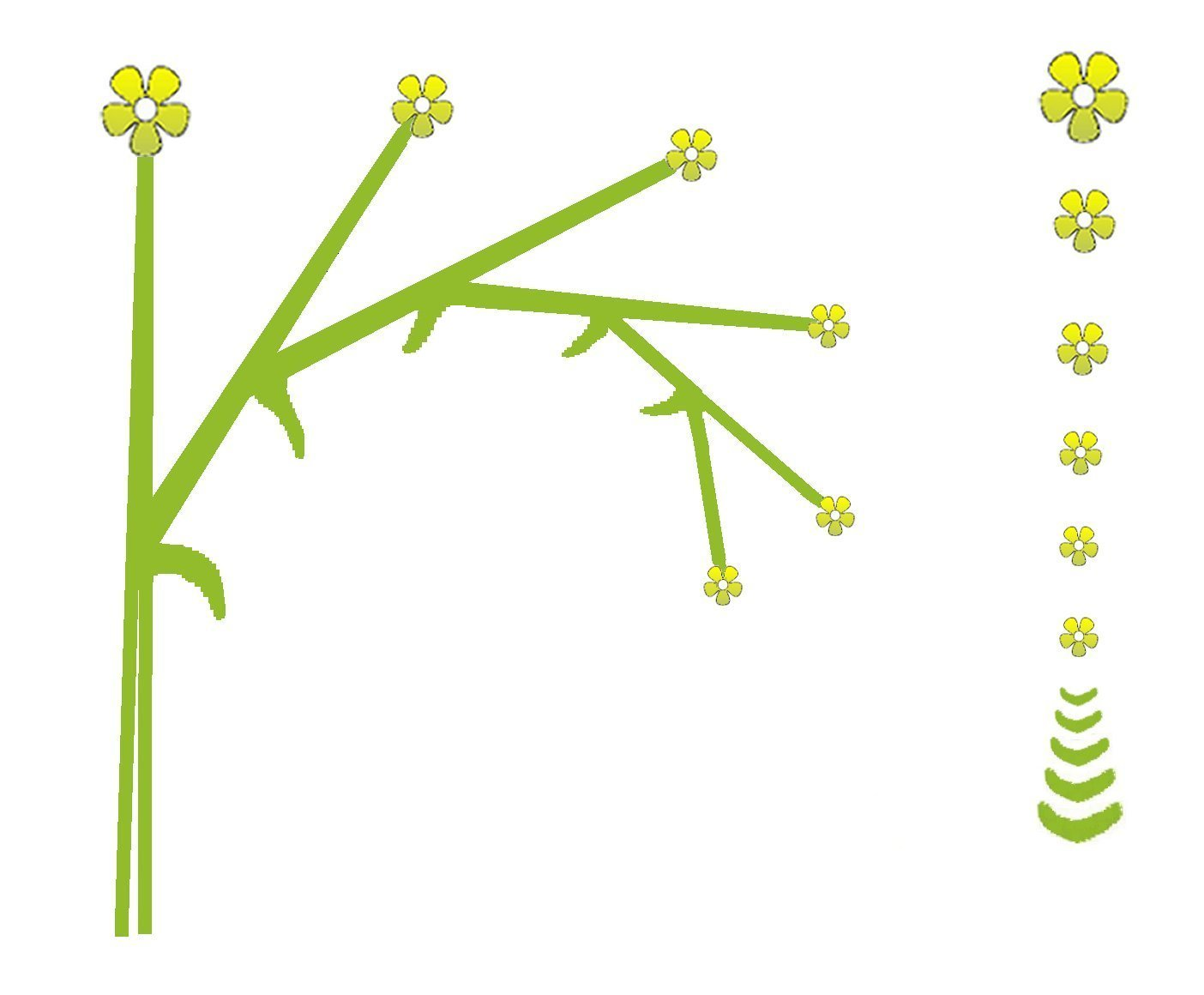
Drepanium (vista laterale e dall'alto)
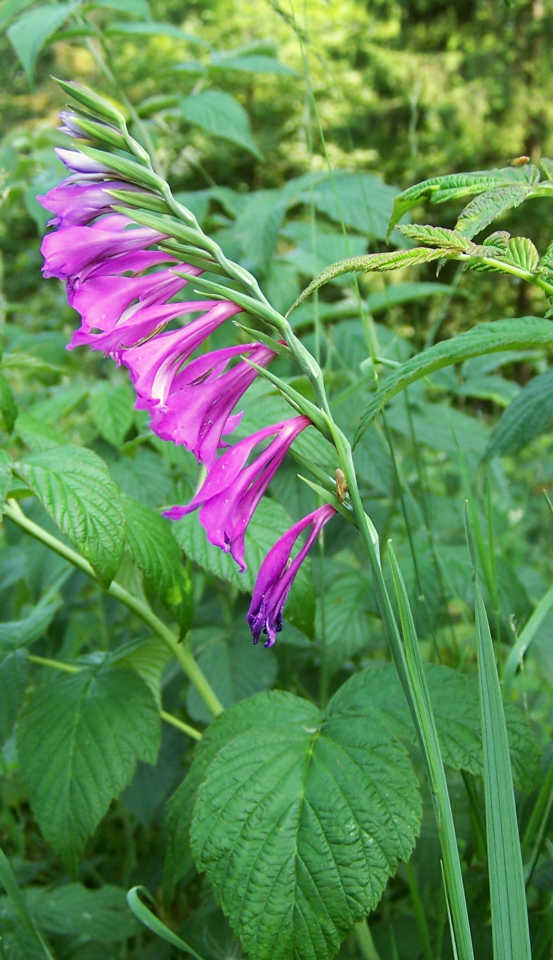
Gladiolus imbricatus (drepanium)
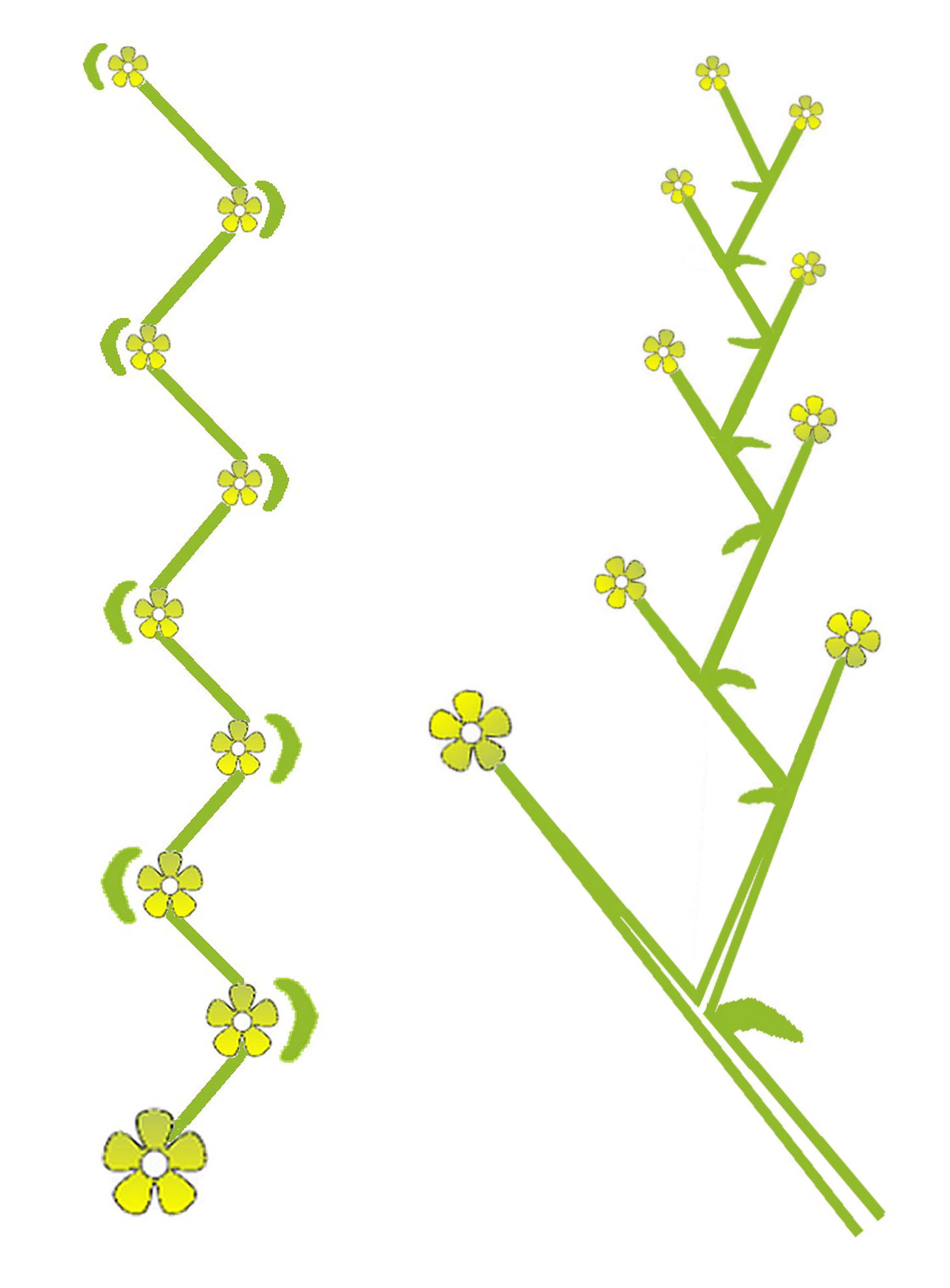
Cincinnus (vista laterale e dall'alto)
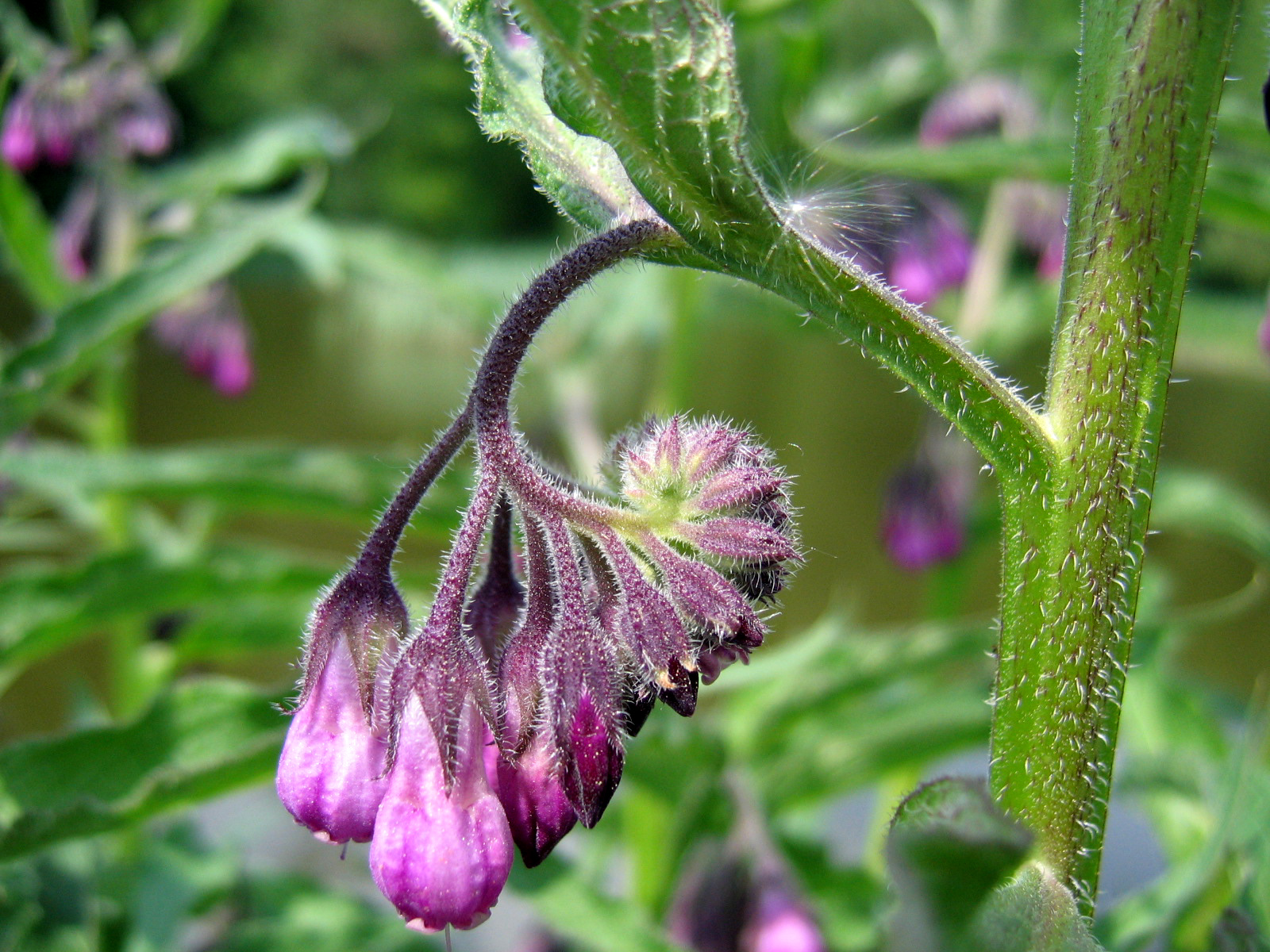
Symphytum officinale (cincinnus)
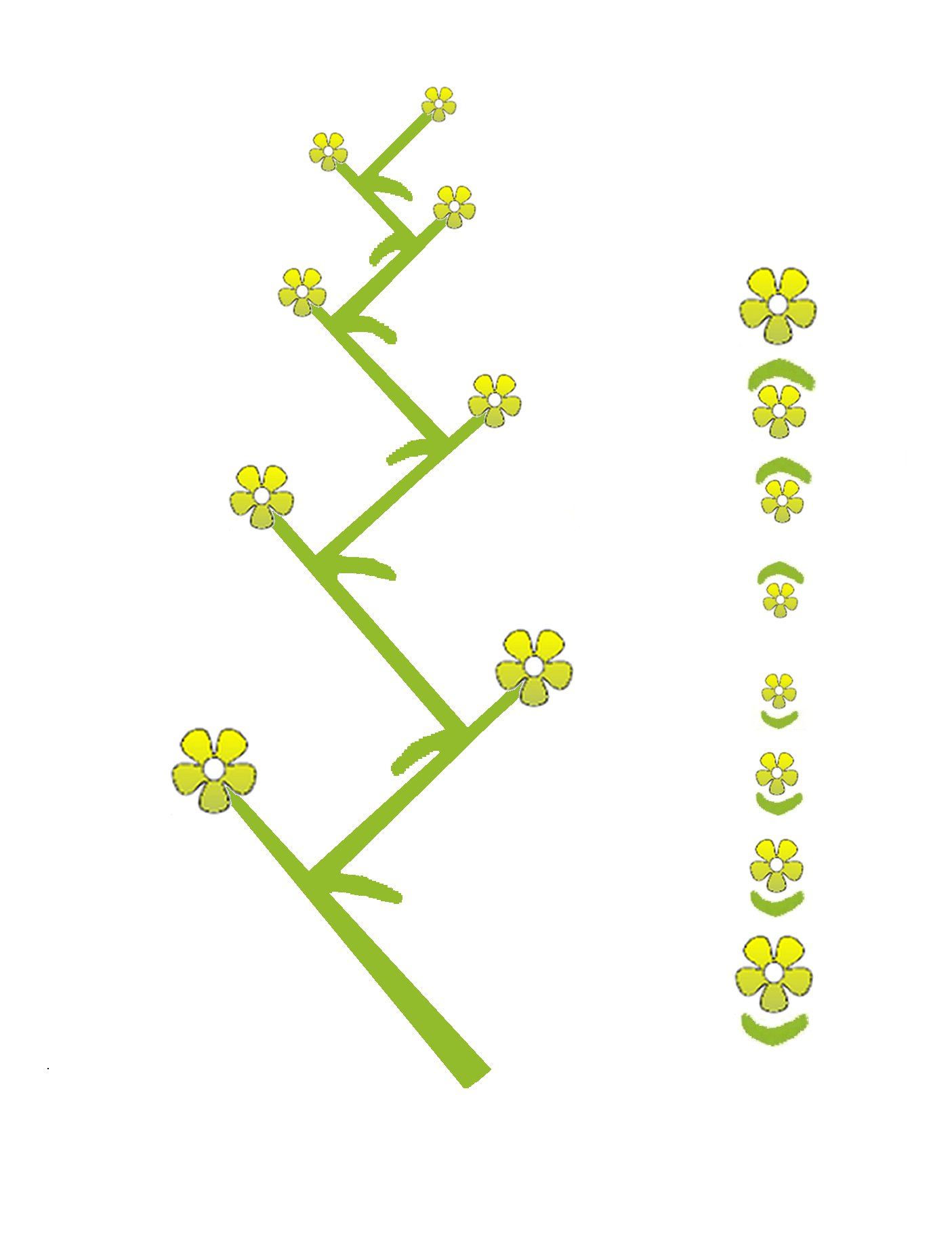
Rhipidium (vista laterale e dall'alto)
Dichasium
Dichasium, vista dall'alto
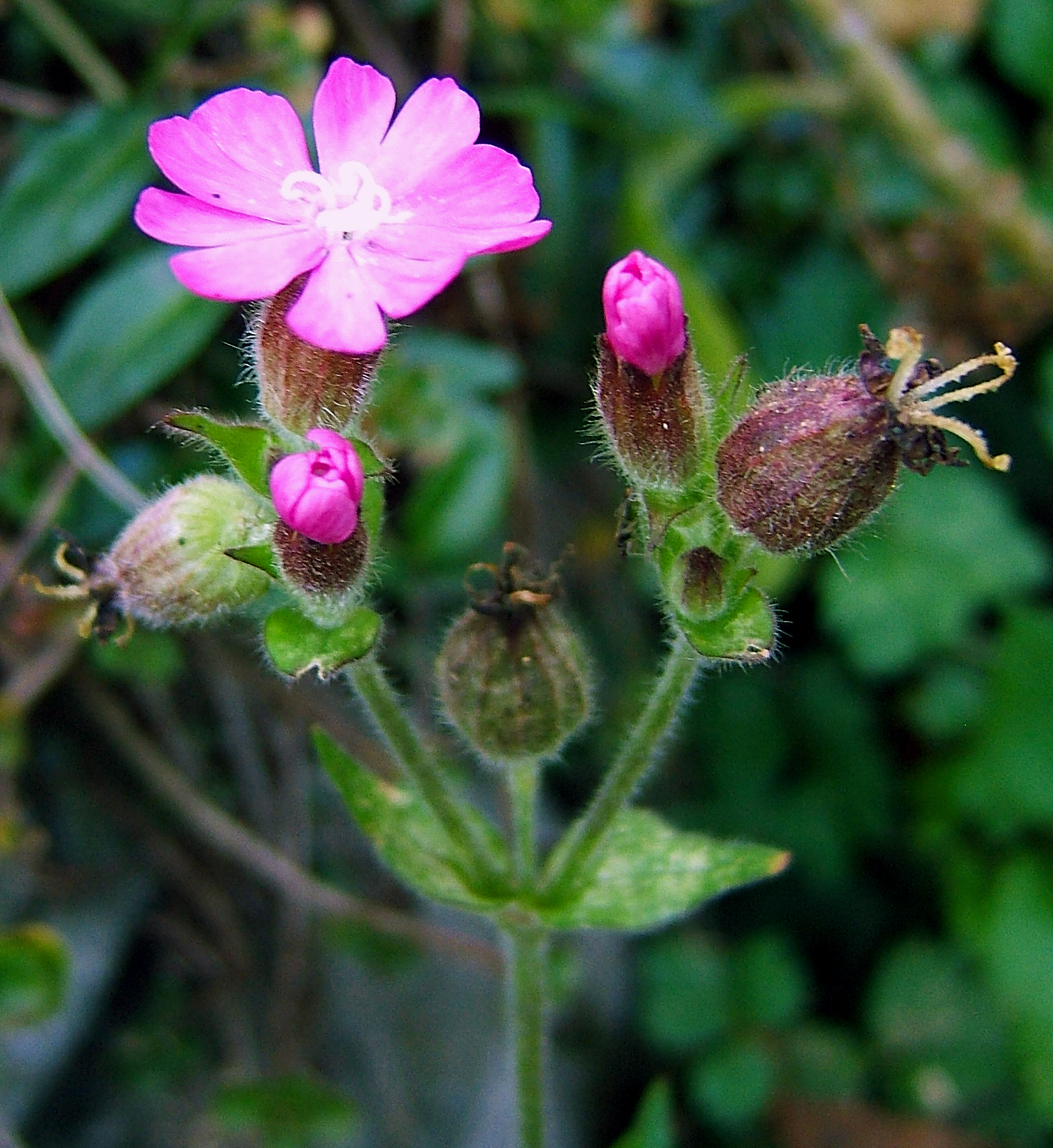
Silene dioica (dichasium)